# Triple play

Diagrama del triple play.

En telecomunicaciones, el concepto triple play (o triple pack) se refiere al empaquetamiento de servicios y contenidos audiovisuales (voz, banda ancha y televisión). Es la comercialización de los servicios telefónicos de voz junto al acceso de banda ancha, añadiendo además los servicios audiovisuales (canales de TV y pago por visión). A veces se habla también del cuádruple play: haciendo distinción entre el uso de la telefonía fija y la telefonía móvil. Más allá aún, en el argot más reciente de las telecomunicaciones, se habla del "multiplay" dejando abierta la referencia a posibles nuevos entrantes en el desarrollo en los mercados de telecomunicaciones.
El desarrollo actual de las empresas incumbentes (empresas de telecomunicaciones, televisión por cable, televisión satelital, eléctricas, etc.) conlleva una solución única para varios problemas: el servicio telefónico, televisión interactiva y acceso a Internet, todo en un mismo servicio. La diferencia que distingue a esta nueva categorización de tecnología consiste en que todos los servicios se sirven por un único soporte físico, ya sea cable coaxial, fibra óptica, cable de par trenzado, red eléctrica, o bien microondas.
Posibilita un servicio más personalizado al usuario debido a que el cliente dispone de los servicios y contenidos que él desea utilizar en el momento idóneo. La mejora en la calidad de los servicios, llegando hasta los hogares la calidad digital. Nuevas posibilidades en telefonía y un abaratamiento del acceso a Internet.

## Funcionamiento
Puede ser provista por proveedores de servicios de telefonía (TELCO), utilizando Fiber to the x (FTTX), o por proveedores de videocable (cableoperadores), utilizando “híbrido de fibra y coaxial” (Hybrid Fiber Coaxial, HFC).
La conexión se basa en datagramas IP para todos los servicios. El servicio telefónico, se basa en la tecnología de las operadoras.
Para el manejo de la telefonía, se utiliza una "central pública telefónica IP" o Softswitch, la que registra los teléfonos conectados a la red multiservicio a través de ADSL. Los teléfonos analógicos se conectan a la línea ADSL a través de un conversor llamado ATA/IAD. Si la llamada se produce entre teléfonos registrados en el Softswitch se establecerá una llamada VoIP entre ambos.
El IP Gateway es un elemento esencial, para procesar llamadas externas con teléfonos IP no asociados al Softswitch. Su misión es la de enlazar la red VoIP con la red telefónica analógica o RDSI para llamadas externas.
La televisión evolucionará en un futuro hacia una televisión por cable con total interactividad con el usuario permitiendo una televisión "a la carta".

## Crítica
A pesar de las ventajas del triple play para los usuarios (por ejemplo la cuenta y el servicio en uno), los críticos advierten que la unión de los servicios de comunicación en una sola red (basada en IP) podría causar un daño o bien un colapso en todas las vías de comunicación (sea esto por catástrofes naturales, terrorismo, defectos técnicos, etc).

## En redes previas a NGN
- No se puede ofrecer IPTV.
- Servicios con ADSL (baja velocidad) a tasas máximas de 8Mbps en condiciones óptimas de distancia a la central. (mejorable si se utiliza ADSL2+)
- Redes ADSL basadas en multiplexaciones ATM. Problemas para soportar triple play. Actualmente la multiplexación es LAN, más flexible y mayor ancho de banda.
- No se puede ofrecer VoIP.
- Es sensible a retardos y pérdida de paquetes, es necesaria QoS (priorización de paquetes en la línea), hasta el momento estaba orientada al mercado empresarial los equipos no son capaces de soportar QoS implementada en todos las interfaces.

Asimismo gran parte de culpa también tienen la instalación de los centros de acceso a clientes DSLAM cercanos a los hogares lo que ha posibilitado un gran aumento del ancho de banda, necesario para soportar estos servicios.